# Lee Strobel
Lee Patrick Strobel (Arlington Heights, Illinois, SAD, 25. siječnja 1952.) je američki kršćanski pisac i istražiteljski novinar. Nakon pomnoga znanstvenoga istraživanja Isusova života, obratio se s ateizma na kršćanstvo.
Napisao je nekoliko knjiga, od kojih su četiri dobile nagrade "ECPA Christian Book Awards" (1994., 1999., 2001., 2005.) i napravio je tv-seriju koja se bavi istraživanjem Biblije. Strobel je također domaćin televizijskog programa pod nazivom "Faith Under Fire" na PAX TV, i vodi web stranicu o kršćanskoj apologetici. Strobel je intervjuiran na brojnim američkim nacionalnim televizijskim programima, uključujući ABC 20/20, Fox News i CNN.
Godine 1980. kao ateist i nagrađivani istražiteljski novinar, Lee Strobel primjenjuje svoje novinarske i pravne vještine kako bi pokušao opovrgnuti kršćansku vjeru na koju se obratila njegova supruga Leslie, što je uzrokovalo razmirice u njihovu braku. Nakon gotovo dvije godine temeljite istrage nalazi povijesne dokaze o Isusu, shvaća da ne može znanstveno opovrgnuti kršćansku vjeru te potaknut time obraća se na kršćanstvo i postaje vjernik, te objavljuje knjige i tv-serije o kršćanstvu s istraživačkoga i pravnoga gledišta.
Najpoznatija mu je knjiga "The Case for Christ". Knjiga sadrži intervjue s trinaest kršćanskih teologa i detaljno autorovo istraživanje utemeljenosti kršćanstva.
Strobelovo osobno iskustvo, prikazano je u filmu "The Case for Christ" 2017. godine.